# Maryland Eastern Shore Hawks
Maryland Eastern Shore Hawks (español: los Halcones de la Costa Este de Maryland) es el nombre de los equipos deportivos de la Universidad de la Orilla Oriental de Maryland, situada en Princess Anne, Maryland. Los equipos de los Hawks participan en las competiciones universitarias organizadas por la NCAA, y forman parte de la Mid-Eastern Athletic Conference.

## Programa deportivo
Los Hawks compiten en 6 deportes masculinos y en 7 femeninos:
| - Masculino - Baloncesto - Béisbol - Atletismo - Tenis - Cross - Golf | - Femenino - Cross - Baloncesto - Bowling - Softball - Voleibol - Atletismo - Tenis |

## Instalaciones deportivas
- Hytche Athletic Center es el pabellón donde disputan sus partidos los equipos de baloncesto y voleibol. Tiene una capacidad para 5.500 espectadores.[1]
- Hawk Stadium, es el estadio donde disputan sus encuentros el equipo de béisbol. Tiene una capacidad para 1.000 espectadores.[2]